# 33529 Henden
33529 Henden este un asteroid din centura principală de asteroizi.

## Descriere
33529 Henden este un asteroid din centura principală de asteroizi. A fost descoperit pe 19 aprilie 1999 la Fountain Hills (Arizona) de Charles W. Juels. Asteroidul prezintă o orbită caracterizată de o semiaxă mare de 2,42 ua, o excentricitate de 0,16 și o înclinație de 5,0° în raport cu ecliptica.